# جمعیت ضدزنده‌شکافی آمریکا
جمعیت ضد زنده شکافی آمریکا (به انگلیسی: American Anti-Vivisection Society) (به اختصار AAVS)، یک نهاد حقوق حیوانات در ایالات متحده آمریکا می‌باشد که هدف از تأسیس آن، پایان بخشیدن به رنجی است که در طی تحقیقات پزشکی و جهت تهیه محصولات دارویی و آرایشی و بهداشتی در ایالات متحده بر حیوانات وارد می‌شود. این نهاد در بیانیه رسمی خود، با آزمایش روی حیوانات و هر گونه رنجی که در اشکال دیگر بر حیوانات وارد می‌آید، مخالفت می‌ورزد.